# Saltaire (New York)
Saltaire ist eine Dorfgemeinde der Town Islip in Suffolk County, New York.  In der Volkszählung im Jahr 2010 wies das Dorf 37 Einwohner auf. Das Village of Saltaire befindet sich im südlichen Teil der Town of Islip. Im Sommer wächst die Bevölkerung jedoch um mehrere Größenordnungen wegen des Tourismus.

## Geografie
Das Dorf befindet sich auf dem westlichen Teil von Fire Island zwischen der Great South Bay und dem Atlantik. Es hat eine Gesamtfläche von 0,9 km².

## Demografie
Die 43 dauerhaften Bewohner des Dorfs im Jahr 2000 waren 14 Haushalte verteilt; davon bestanden 9 Haushalte aus Familien.  Die Bevölkerungsdichte ist 59,3 Einwohner pro Quadratkilometer.  Obwohl es nur 14 Haushalte gab, gibt es 401 Wohnungen, wovon die meisten nur im Sommer bewohnt werden. 79 % der Bevölkerung identifizierte sich als Weiß, 9 % ist asiatischer Herkunft, und 12 % betrachtete sich als von mehreren „Rassen“ abstammend; 2 % der Bewohner sind Latinos. Keiner der Bewohner während der Volkszählung galt als arm.